# Harry's Bar
Harry's Bar és un local públic italià històric de la ciutat de Venècia declarat patrimoni nacional l'any 2001 pel Ministeri del Patrimoni Cultural d'Itàlia.

## Història
El bar va ser fundat l'any 1931 per Giuseppe Cipriani. El nom del bar, com va explicar el mateix Giuseppe Cipriani, deriva d'una història d'un jove estudiant nord-americà Harry Pickering que, després d'haver-se traslladat a Venècia als anys 20 amb una tia per intentar curar-se d'un inici d'alcoholisme, va ser abandonat per ella amb molt pocs diners després d'una discussió. Giuseppe Cipriani, barman aleshores de l'hotel Europa & Britannia, on s'allotjava l'americà, es va apiadar del noi i va prestar al jove 10.000 lires, una suma considerable per a l'època, perquè li permetés tornar a la seva terra natal. Dos anys més tard, el jove, curat de l'alcoholisme, va tornar a Venècia i, després d'haver localitzat Cipriani, en senyal d'agraïment li va retornar la totalitat, sumant-li 30.000 lires perquè pogués obrir el seu propi negoci. Per tant, Cipriani va decidir anomenar el seu lloc "Harry's Bar" en honor al seu benefactor, inaugurant el seu negoci el 13 de maig de 1931.

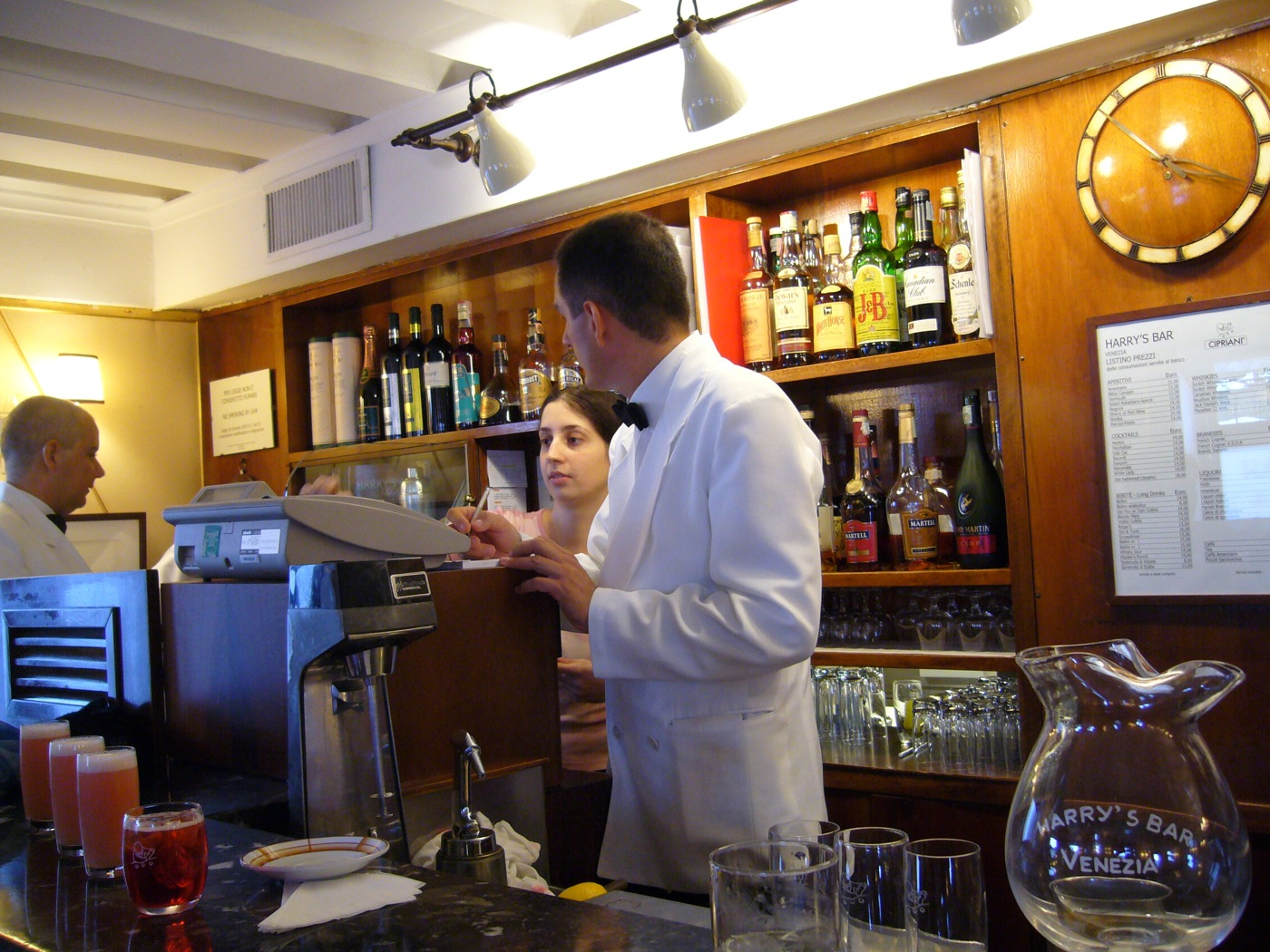
L'interior del Harry's Bar

El nucli original era una finca de quaranta-cinc metres quadrats, situada prop de la plaça de Sant Marc, a l'entrada del carrer Vallaresso pel costat del Gran Canal, a la mateixa ubicació actual. Aleshores encara no s'havia construït el pont que permetia la connexió directa amb la plaça i, per tant, el bar estava situat en un carrer sense sortida, cosa que Cipriani va considerar positiu perquè d'aquesta manera tenia clients que hi anaven a propòsit en lloc de clients aleatoris.
El local, que servia tant de bar com de restaurant, va ser un èxit immediat, sobretot entre una clientela intel·lectual i aristocràtica, que aleshores tenia Venècia com una de les seves destinacions preferides. El primer (també l'únic) llibre de visites conté entre d'altres les signatures de Rino Amato, Arturo Toscanini, Georges Braque, Truman Capote, Charlie Chaplin, Peggy Guggenheim, Barbara Hutton, Somerset Maugham, Grégoire Hetzel, Barbara Carlotti, Mauro Gioia i Orson Welles.
El tipus de clients que freqüentaven el bar també va provocar alguns problemes amb les autoritats feixistes de l'època, que el miraven amb recel, considerant-lo un punt de trobada d'homosexuals i jueus rics. Quan el règim va emetre les lleis racials de 1938, Cipriani va rebre l'ordre d'exhibir el cartell de no admissió de jueus, una ordre que va eludir d'alguna manera penjant el rètol no a l'entrada del bar sinó a la porta de la cuina.
Durant la Segona Guerra Mundial, el bar va ser confiscat i transformat en una cafeteria de mariners.

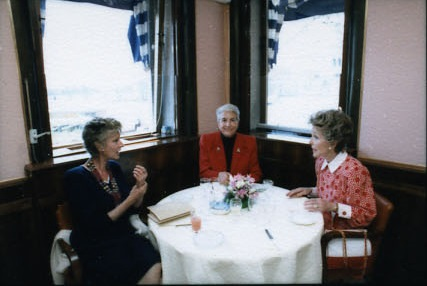
Nancy Reagan, Marella Agnelli i Maria Pia Fanfani sopen al Harry's Bar de Venècia

En acabar les hostilitats el bar va reprendre la seva activitat habitual. Durant l'hivern entre 1949 i 1950, l'escriptor nord-americà Ernest Hemingway esdevé un client habitual, fins al punt de tenir una taula personal exclusiva, establint també una amistat amb Cipriani. En aquell moment estava acabant la seva novel·la Across the River and Into the Trees, en la qual s'esmenta nombroses vegades el Harry's Bar.
Després de la jubilació de Giuseppe Cipriani, la direcció del bar va passar al seu fill Arrigo (nascut a Verona el 23 d'abril de 1932 ).
L'any 2016 Arrigo Cipriani, per la història de Harry's Bar, va rebre el premi Amèrica de la Fundació Italy USA a la Cambra de Diputats.
La història d'Harry's Bar s'explica al documental Harry's Bar de Carlotta Cerquetti, guanyadora del premi Open a les Jornades de Venècia - Giornate degli Autori, Venice 72.

## Especialitats famoses

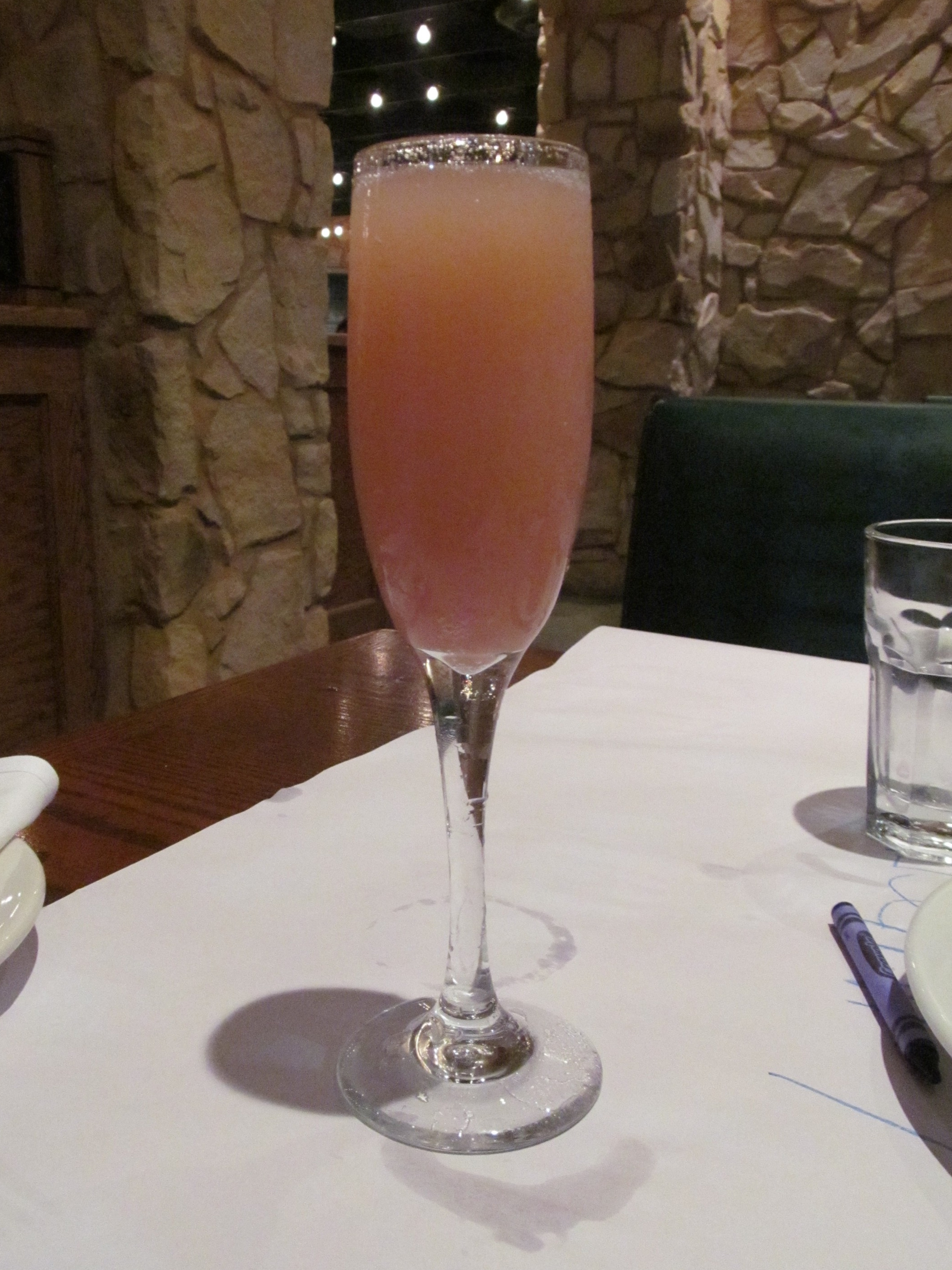
Flûte de Bellini servida al Harry's Bar de Venècia.

Giuseppe Cipriani va crear tota una sèrie de receptes originals per als seus clients, tant a nivell de còctels com de càtering.
Les dues creacions més famoses, que han assolit fama internacional, són el còctel Bellini i el carpaccio .
El famós còctel Bellini, a base de vi blanc escumós (generalment prosecco local o vi escumós brut) i puré de préssec blanc, va ser inventat l'any 1948 per Giuseppe Cipriani, que va anomenar la beguda, ara molt estesa als bars de tot el món, a Giovanni. Bellini, perquè el color rosa característic del còctel li recordava el color de la toga d'un sant en un quadre del pintor venecià.

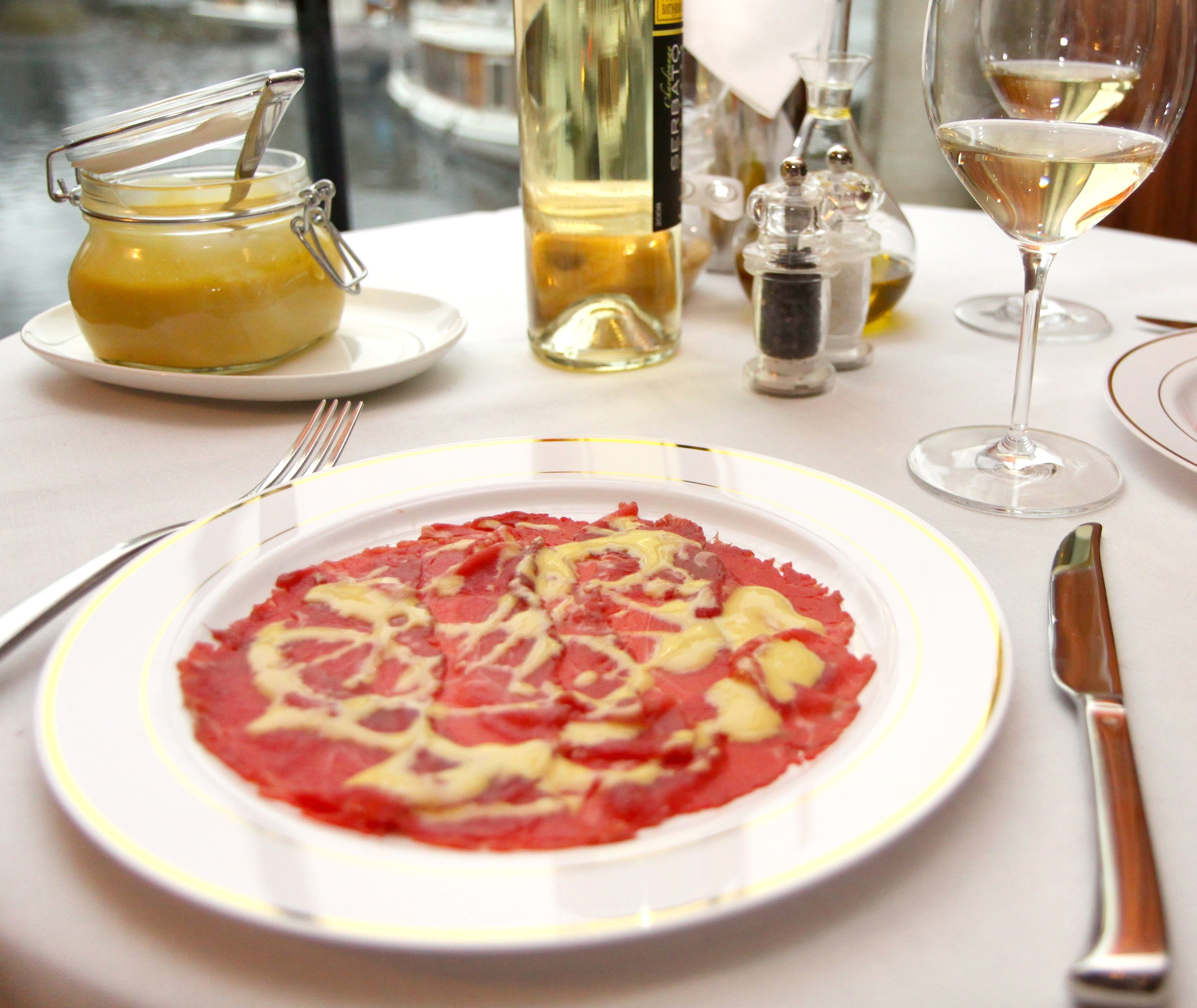
Plat de carpaccio servit al Harry's Bar de Venècia.

El carpaccio és un exemple més de la unió entre pintura i enogastronomia realitzada per Cipriani: és un plat format per làmines molt fines de filet de vedella crua disposades en un plat i decorades a l'estil Kandinsky, amb una salsa que s'anomena universal, inventada per Cipriani l'any 1950. Porta el nom de Vittore Carpaccio, ja que el color de la carn crua li recordava els colors intensos de les pintures del pintor venecià, de les obres del qual s'estava fent una exposició al Palazzo Ducale de Venècia en aquell moment.
El triomf del carpaccio va ser tan aclaparador que, actualment, la paraula no es refereix exclusivament a la recepta original d'Harry's Bar. Ara s'utilitza de manera més general per descriure qualsevol plat que consisteixi en fines làmines de carn o peix, crus o lleugerament cuits, amanits amb oli i adornats amb escates de formatge parmesà, entre altres possibles additius, segons la variació. Inclou fins i tot versions amb ingredients cuits prèviament, com el carpaccio de pop, que requereix cuinar el pop abans de preparar-lo en estil carpaccio.

## Cites
El lloc va ser esmentat per Fabrizio De André a la cançó Rimini de l'àlbum homònim de 1978 on "La Teresa és al bar d'en Harry/mira cap al mar/per la seva filla de botigues/crec que és normal...".
Harry's Bar també és esmentat per Paolo Conte a la cançó Hemingway, continguda a l'àlbum Appunti di viaggio : a la peça l'escriptor nord-americà, client habitual del local, s'abandona a una sèrie d'imatges i suggeriments, interromputs només pel cambrer, que al final de la cançó simplement li pregunta, en francès: Et alors, Monsieur Hemingway... què va?.